# Областни управители на първото правителство на Бойко Борисов
Областни управители в България на правителството на Бойко Борисов от 12 август и 19 август 2009 г.

## Областни управители от 2009
- Валери Смиленов – област Благоевград
- Константин Гребенаров – област Бургас
- Данчо Симеонов – област Варна
- Пенчо Пенчев – област Велико Търново
- Пламен Стефанов – област Видин
- Пепа Владимирова – област Враца
- Мариян Костадинов – област Габрово
- Желязко Желязков – област Добрич
- Иванка Таушанова – област Кърджали
- Владислав Стойков – област Кюстендил
- Ваня Събчева – област Ловеч
- Ивайло Петров – област Монтана
- Дончо Баксанов – област Пазарджик
- Иво Петров – област Перник
- Иван Новкиришки – област Плевен
- Иван Тотев – област Пловдив
- Валентин Василев – област Разград
- Пламен Стоилов – област Русе (до 2011 г.)
- Николай Димов – област Силистра
- Марин Кавръков – област Сливен
- Стефан Стайков – област Смолян
- Данаил Кирилов – област София
- Красимир Живков – Софийска област
- Недялко Недялков – област Стара Загора
- Митко Стайков – област Търговище
- Ирена Узунова – област Хасково
- Димитър Александров – област Шумен
- Таня Димитрова – област Ямбол

## Областни управители от 2011
- Стефко Бурджиев – област Русе (2011 – 2013 г.)[1]